# نبيلة النابلسي
نبيلة النابلسي (1949  - 29 يونيو 2010 )، ممثلة سورية ولدت في حي العمارة بدمشق.

## حياتها
عملت في الثالثة عشرة من عمرها على آلة كاتبة، ثم ممرضة، وظلت تزاول هذه المهنة لمدة سنتين، ثم أن بدأت بتمثيل بعض الإعلانات التجارية، جذبت هذه الإعلانات التي كانت تعرض في دور السينما قبل بدء عرض الأفلام عام 1970 المخرج السينمائي نبيل المالح الذي أعجب بأدائها فأعطاها دور الفلاحة الفقيرة الحامل في فيلم «رجال تحت الشمس» إلى جانب يوسف حنا وخالد تاجا. توقفت عن العمل في منتصف السبعينيات حتى قررت العودة إلى العمل ولكن هذه المرة من بوابة التلفزيون.
وبعد النجاح الذي حققه الفيلم بدأت تنهال عليها العروض، من أهم أفلامها: «امرأة تسكن وحدها» عام 1971 و«شباب في محنة» و«رحلة حب» عام 1972 و«دمي ودموعي وابتسامتي» عام 1973 و«غوار جيمس بوند» و«بنات للحب» و«نساء للشتاء» عام 1974 و«العندليب» عام 1975 و«عاشقة تحت العشرين» عام 1986.
من مسلسلاتها نذكر "لك يا شام" عام 1987 و"أبو كامل" عام 1991 و"البديل" و"طرابيش" و"العروس" و"الشريد" عام 1992 و"المستجير" عام 1993 و"حمام القيشاني" عام 1994 و"أحلام أبو الهنا" عام 1996 و"الفراري" عام 1997 و"أخوة التراب 2" و"الطويبي" عام 1998 و"الفصول الأربعة" عام 1999 و"مبروك" عام 2001 و"حروف يكتبها المطر" و"عرسان آخر زمن" و"قانون ولكن" عام 2003 و"أهل المدينة" و"ليالي الصالحية" عام 2004 و""أمهات" و"الحور العين" عام 2005 و"أحقاد خفية" و"ندى الأيام" عام 2006 و"الهاربة" و"رسائل الحب والحرب" عام 2007 و"شركاء يتقاسمون الخراب" و"ليس سراباً" و"يوم ممطر آخر" و"هيك تجوزنا" و"أولاد القيمرية" عام 2008.
كما قدمت العديد من الأعمال المسرحية، منها «لحظة من فضلك» و«مطلوب مسؤول» و«ناس التي تحت» و«شباب آخر زمن» و«خيوط العنكبوت»، وكان آخر أعمالها المسرحية «بكرا أحلى».
توفيت في 29 يونيو 2010 في دمشق بعد صراع مع المرض.

## أعمالها

### المسرح
- لحظة من فضلك مطلوب مسؤول.
- الناس التي تحت.
- شباب آخر زمن.
- خيوط العنكبوت.

### السينما
- رجال تحت الشمس
- العار (1974)
- وجه آخر للحب (1973)
- نساء للشتاء
- باسمة بين الدموع
- شباب في محنة
- بنات الحب
- دمي ودموعي وابتسامتي (1973)
- ناجي العلي
- امرأة تسكن وحدها
- غوار جيمس بوند

### التلفزيون
- دموع الملائكة (1983)
- الدروب القصيرة
- أمنيات صغيرة
- العروس (1992)
- حمام القيشاني (1994)، (1997)
- لك ياشام
- كهف المغاريب
- الفراري
- الأرجوحة
- أحلام لا تموت
- الحلم البرتقالي
- اليتيم
- بيت العيلة
- إخوة التراب الجزء الثاني[4]
- الفصول الأربعة (1999)
- قلوب في الميزان
- امرأة في الظل (2003).
- قانون ولكن (2003)
- الحور العين (2005)
- أحقاد خفية
- ليالي الصالحية (2004)
- الخيط الأبيض (2004)
- أولاد بو جاسم - مسلسل بحريني.
- أولاد القيمرية (2008)
- يوم ممطر آخر (2008)

- ليس سراباً (2008)
- الهاربة (2007)
- الفصول الأربعة
- البديل (1992)

## روابط خارجية
- نبيلة النابلسي على موقع قاعدة بيانات الأفلام العربية